# Aglaophenia phyllocarpa
Aglaophenia phyllocarpa är en nässeldjursart som beskrevs av V.S. Bale 1888. Aglaophenia phyllocarpa ingår i släktet Aglaophenia och familjen Aglaopheniidae. Inga underarter finns listade i Catalogue of Life.